# Valér Németh
Pour les articles homonymes, voir Németh.
Dans le nom hongrois Németh Valér, le nom de famille précède le prénom, mais cet article utilise l’ordre habituel en français Valér Németh, où le prénom précède le nom.
Valér Németh, né le 15 avril 1938 à Csorna, est un joueur de football et entraîneur hongrois. En tant que joueur, il évolue au poste d'attaquant.

## Biographie
Valér Arpad Németh naît le 15 avril 1938 à Csorna.
Alors qu'il participe à une tournée ouest-européenne avec la sélection junior de son pays, il prend la décision de ne pas retourner à Budapest à la suite de l’invasion de la Hongrie par les troupes soviétiques en novembre 1956.
Il passe alors plus de 20 ans dans le club Servette FC. En 1963 il reste dans le club genevois après l'échec de négociations avec le FC Nuremberg. Les Genevois demandant 200 000 marks pour Nemeth, mais selon les statuts de la Bundesliga, un club ne peut pas payer plus de 50 000 marks pour un joueur. Il prend sa retraite en tant que joueur en 1974. Il quitte le club en 1977.
Au cours de sa carrière, il joue 400 matchs dont 359 en première division suisse.

## Palmarès
Servette FC
- Champion de Suisse en 1961 et 1962[3].
- Vainqueur de la Coupe de Suisse en 1971 (de)[3].